# Plaza del Triunfo
La Plaza del Triunfo è una piazza di Siviglia, situata tra gli edifici più significativi della città: la Giralda, la Cattedrale, l'Alcázar e l'Archivio Generale delle Indie, dichiarati Patrimonio dell'umanità dall'UNESCO nel 1987.

## Storia e monumenti
Durante il dominio degli Almohadi una parte degli spazi che comprendeva la piazza fu sottratta per poter ampliare l'Alcázar. All'inizio della costruzione della cattedrale, nel XV secolo, questa piazza era conosciuta con il nome di Plaza de los Cantos, mentre in seguito venne denominata Plaza del Hospital del Rey. La piazza assunse il nome attuale quando venne eretto un tempietto in stile barocco, chiamato Triunfo, dove all'interno è presente una statua della Madonna col bambino. Fu eretto come dono votivo nel 1757 per aver salvato la città dal devastante terremoto di Lisbona del 1755, anche se alcune chiese subirono dei danni. Ogni 1° novembre, nell'anniversario del terremoto, si celebrano messe votive in ricordo di tale evento.
Agli inizi del XX secolo la piazza fu rimodellata Juan Talavera Heredia; poco dopo fu eretto un altro monumento, di fronte al tempietto del Triunfo, dedicato alla Immacolata Concezione, realizzato nel 1918 dallo scultore Lorenzo Coullaut Valera. Ogni anno, nella notte del 7 dicembre, a mezzanotte la banda universitaria offre doni floreali e suona inni dedicati alla Vergine.
Nella piazza, oltre a tutti i monumenti menzionati sono presenti anche alcuni palazzi in particolare, la casa Lonja, la casa de la Provincia (un tempo nota come Hospital del Rey), e il convento della Incarnazione.